# Jan Rezek
Jan Rezek est un footballeur international tchèque né le 5 mai 1982 à Teplice.

## Carrière
- 2000-2004 : FK Teplice  République tchèque
- 2003-2005 : Sparta Prague  République tchèque
- 2005-2006 : Kouban Krasnodar  Russie (prêt)
- 2006-2007 : Viktoria Plzeň  République tchèque (prêt)
- 2006-2008 : Sparta Prague  République tchèque
- 2007-2008 : Bohemians 1905  République tchèque (prêt)
- 2008-2011 : Viktoria Plzeň  République tchèque
- Depuis 2011 : Anorthosis Famagouste FC  Chypre (en prêt, lors de la saison 2011-2012)